# Chanavaya
Chanavaya es un poblado ubicado al sur de Iquique en la región de Tarapacá, Chile.

## Historia
Hasta la Guerra del Pacífico perteneció a Perú, como parte de la provincia de Iquique. Tuvo su mayor importancia durante la Era del Guano, durante la cual se extrajo el fertilizante natural para ser exportado a Europa y los Estados Unidos. En 1877 la caleta con sus 3700 obreros, según el censo peruano de 1862, se dedicaba a la explotación del guano. El poblado, a solo pocos metros sobre el nivel del mar, fue arrasado por el maremoto del 9 de mayo del año 1877 que en ese lugar produjo olas de hasta 30 metros de altura.
Luis Risopatrón describe en su Diccionario Jeográfico de Chile de 1924 varias localidades y accidentes geográficos con ese nombre, si descontamos el uso de v por b:
- Chanabaya (Caleta) 20° 44' 70° 13'. Pequeña i abrigada, constituye un simple atracadero para botes i se abra a 3 kilómetros al S de la de Yapes; en otra época se solicitó permiso para estraer guano de su costa i una vez obtenido, se valieron de él, para estraerlo de la vecina caleta de aquel mismo nombre. 1, XI, p. 43; i Chanavaya en 77, p. 23; i 95, p. 74.

- Chanabaya (Caleta) 20° 54' 70° 10'. Sin abrigo alguno, de no mal tenedero, con desembarcadero practicable en todo tiempo entre las rocas, se abre inmediatamente al N de la península del mismo nombre, que la separa de la caleta de Pabellón de Pica. 1, XI, p. 46; i XX, p. 202; i 155, p. 218; caletilla en 1, IX, p. 22; i rada en 1, XII, carta 37; bahía Chanavaya en 77, p. 23; i caleta en 164, VII, p. 967; Chanavaya o puerto Ingles en 95, p. 73; i puerto Ingles en 63, p. 87.

- Chanavaya (Caserío de) 20° 54' 70° 10'. Compuesto de una casita i dos o tres ranchos habitados por carpinteros i calafates, que se ocupan de la carena de las lanchas cuando las guaneras están en esplotacion, se encuentra en la playa de la caleta de Chanabaya, al pié de cerros áridos, que descienden gradualmente; llegó a tener una población de cerca de 3 000 habitantes en 1876, pero la salida del mar de 9 de mayo de 1877, lo arrasó por completo. 1, IX, p. 22; i XI, p. 46; i pueblo en 77, p. 23.

- Chanavaya (Covadera de) 20° 54' 70° 10'. Con unas 15 000 toneladas de guano, se encuentra en la península. del mismo nombre. 1, IX, p. 22; i depósito de guano en 77, p. 24; i Chanabaya en 1, XI, p. 46; i 87, p. 275.

- Chanavaya (Mineral) 20° 53' 70° 07'. De plata, oro, cobre i fierro, ha sido mui rico a principios del siglo XIX i sus minas parecen agotadas; se encuentra en los cerros que se levantan hacia el NE de la caleta de Pabellón de Pica. 63, p. 81; 77, p. 23; i 156; i Chanabaya en 126, 1906, p. 510; 153; i 155, p. 218; cerros minerales en 87, p. 275; i asiento minero en 2, 8, p. 250.

- Chanavaya (Península de) 20° 54' 70° 10'. Consiste en un cerro de poca altura, cubierto de guano, unido al continente por un istmo arenoso, se avanza un poco en el mar i termina en una punta roqueña i sucia, que abriga por el S la caleta de Chanabaya. 77, p. 24; i cerro en 1, IX, p. 22; i península de Chanabaya en 1, XI, p. 46.